# Classe Richelieu
Le navi da battaglia classe Richelieu erano potenti unità da guerra, messe sullo scalo per decisione del governo francese per rimanere al passo di altre nazioni europee che stavano studiando o realizzando le nuove navi da battaglia "classe 35.000 tonnellate (standard)".
Questo accadde nel 1935 e il principale avversario era la Regia Marina italiana, con le sue navi classe Littorio ancora in fase di studio. Il risultato furono navi estremamente potenti, ma anche molto originali. Delle quattro pianificate, solo due entrarono in servizio: la capoclasse Richelieu e la Jean Bart.

## L'anatomia delleRichelieu
|  |

### Scelta dell'armamento
Il progetto di tali grandi navi era assai inusuale, e veniva totalmente influenzato dalla progettazione dell'armamento, con l'artiglieria principale concentrata in due torri quadruple, esattamente al contrario che nella classica configurazione di quattro torri binate. Se i tedeschi con le Bismarck erano stati anche troppo conservatori, rifacendosi all'architettura delle corazzate della classe Bayern ed ignorando totalmente la configurazione a torri trinate (pure adottate per le precedenti Panzerschiffe), i francesi per contro furono anche troppo audaci, con problemi di sviluppo conseguenti.
La storia delle torri quadrinate, che i francesi utilizzarono per queste navi, è in realtà molto lunga, e parte dall'incompiuta Classe Normandie della prima guerra mondiale. Essa vedeva il problema di concentrare il volume di fuoco in meno torri possibile risolto dalla sistemazione sulla barbetta di una torre quadrupla, suddivisa in due semitorrette binate.
Essa era a tutti gli effetti una sorta di derivazione della torre binata, con il progetto di questa praticamente raddoppiato. All'epoca anche altre nazioni, tra cui l'Inghilterra, consideravano le torri multiple, magari concentrate tutte a prua, per migliorare il design delle loro navi da battaglia.
Queste in molti casi avevano ancora le torri binate centrali, che compromettevano lo spazio per le sovrastrutture e le scialuppe, disintegrabili dalle onde di sovrapressione delle cannonate, e rischiavano grosso perché avere un deposito munizioni colpito ed esploso tra due locali caldaie era una condanna a morte certa per la nave e per l'equipaggio.
Di fatto fu proprio il Regno Unito a realizzare negli anni venti, con le due navi Nelson e Rodney, navi da battaglia secondo questo criterio di raggruppare le torrette; le due navi erano dotate di un'originale, e mai più adottata, configurazione in tre torrette da 406 mm (16 pollici) tutte concentrate nella parte prodiera della nave, con la torretta centrale sopraelevata rispetto alle altre due.
La ragione di tale arrangiamento in poche torrette multiple era in origine soprattutto quella di razionalizzare la struttura delle navi e renderle più sicure, ma dopo i trattati internazionali sulle limitazioni degli armamenti si aggiunse anche quella di ridurre il più possibile il dislocamento, per compattare il progetto riducendo la lunghezza dello scafo e la superficie da proteggere nel suo insieme, a parità di armamento e spessore della protezione.
La sistemazione escogitata - due torri quadruple entrambe a prua - pur essendo estrema presentava un risparmio di peso che nel caso delle Dunkerque era calcolato essere il 27,6% sulla configurazione classica di otto cannoni arrangiati in quattro torri binate. Vennero invece ignorate le soluzioni intermedie - le torri trinate - che erano un criterio certo più moderato di compattare l'armamento principale, con meno problemi di sviluppo e meno conseguenze secondarie (se una torre veniva colpita poteva andare persa la metà dei cannoni, non era possibile fare fuoco su 360 gradi e un singolo danno grave, come bombe di grosso calibro, poteva in linea teorica mettere fuori combattimento entrambe le torri).
La disposizione delle torri permetteva peraltro di concentrare, nonostante la considerevole lunghezza dello scafo, gran parte della corazzatura attorno al ridotto corazzato che partiva dalle due torri anteriori e finiva dietro le sovrastrutture. Le torri erano state corazzate in maniera pesante, e anche la cintura e il ponte corazzato erano di notevole spessore. Con tali premesse, la versione ingrandita, con un dislocamento di 9000 tonnellate superiore rispetto alle Dunkerque, venne realizzato nella forma delle Richelieu.
La batteria "compatta" non riusciva peraltro a ridurre il dislocamento entro le classiche 35.000 tonnellate richieste dai trattati internazionali, limite rispettato solo dalla classe Nelson britannica, anch'essa con i cannoni tutti a prua, ma in tre torri trinate.

### Struttura della nave
Lo scafo aveva il rapporto lunghezza-larghezza molto elevato, circa 8:1, che permetteva di avere una nave assai idrodinamica. Essa aveva infatti una larghezza appena superiore a quella delle Littorio, mentre la lunghezza era di circa 9 metri maggiore.
Il complesso delle sovrastrutture era impressionante, con un torrione comando imponente, con una serie di ponti e plance simile a quanto si vedeva nelle strutture "a pagoda" delle corazzate giapponesi. La potenza delle torri e l'armonia dello scafo, con un cavallino accentuato per il ponte di coperta, davano loro un aspetto imponente. Le murate dello scafo erano di un ponte più in alto sulla parte centrale, quella delle sovrastrutture.

### Motori
L'apparato propulsivo era basato su quattro turbine da 150000 hp di potenza massima, ripartito in quattro assi e altrettante eliche. Il fumaiolo era invece unico, dalla forma caratteristica: era verticale, ma alla sommità diventava marcatamente inclinato a poppa. L'autonomia massima era di circa 7 600 miglia, ma solo 3 100 erano percorribili usando al massimo la potenza dei motori, che nondimeno, apparentemente, non garantivano una maggiore velocità rispetto alle Littorio, che erano sia meno potenti che meno slanciate. Secondo altre fonti, però, le Richelieu raggiungevano i 32 nodi. Comunque, solitamente, le navi francesi (eccetto alcuni super-caccia velocissimi) rispettavano nella pratica le velocità massime previste in sede di progetto, anche in condizioni operative e di battaglia, o le rispettavano di più rispetto alle navi italiane, spesso capaci di raggiungere velocità elevatissime alle prove che però non venivano confermate in condizioni operative o, semplicemente, dopo aver fatto "faticare" le unità motrici per un certo periodo di tempo.
Erano navi molto veloci, ma essendo pensate per le missioni in Mediterraneo contro l'Italia o nel mare del Nord contro la Germania, non avevano una grande autonomia.

### Armi
L'armamento era basato su cannoni Model 1935 da 380/45 mm. Si trattava di armi molto potenti, anche se con una ridotta velocità iniziale, preferendo maggiormente puntare su di una granata pesante con traiettoria assai curva, per migliorare la perforazione dei ponti corazzati nei tiri a lungo raggio.
Essi pesavano 94,2t, erano lunghi in tutto 17,9m e sparavano circa 1,5-2,2 colpi per minuto. I proiettili da 884 kg sia HE che AP erano lunghi 190 cm, mentre la carica esplosiva era di 21,9 kg per il perforante (AP, armour piercing), maggiore, ma non nota, per l'HE (high esplosive, alto esplosivo) con pareti più sottili. La carica propellente era di ben 221 kg di SD21.
La pressione era di 3200 kg/cm², che bastava per lanciare il proiettile fino a 830m/s. La vita utile era di 200 colpi, la capacità dei depositi era di 104 colpi per cannone, ovvero 832 in tutto. La gittata era elevata, con un massimo di 41700m, appena 1000 in meno dei cannoni da 381 italiani, con lo stesso alzo di 35 gradi.
La penetrazione era di circa 748mm a 0 metri verticale, mentre a 22000 metri arrivava a 393mm, con 105 mm di corazza orizzontale perforabili in alternativa, grazie all'angolo di caduta di 19,3 gradi.
A 27 km era possibile perforare ancora 331 mm verticali e 138 orizzontali (angolo d'impatto con l'orizzontale: 26,8 gradi), mentre a 38 km si potevano raggiungere i 249mm verticali e i 270mm orizzontali (angolo 43,8 gradi), ovvero sia pure a distanze di tiro meramente teoriche, era possibile realizzare il "sorpasso" corazza verticale-orizzontale. Poiché la gittata pratica era di circa 25 km contro navi in movimento, questi cannoni erano sufficienti per perforare i 320 mm delle navi della classe Bismarck e appena sufficienti i 350mm delle Littorio (che potevano però perforare la cintura delle Richelieu ad una distanza lievemente maggiore) ad ogni raggio utile di tiro. Il peso delle massicce torri corazzate era senza precedenti - 2 276 tonnellate - con un movimento di 5 gradi per secondo.
Va anche detto che, per completare il confronto teorico, come le artiglierie francesi, grazie a proiettili molto ben standardizzati e rifiniti, risultavano in media più precise di quelle italiane, specie alle lunghe distanze, con una percentuale di colpi sul bersaglio decisamente più elevata (almeno nelle esercitazioni); se la differenza non era abissale contro i discreti cannoni delle Littorio (comunque decisamente imprecisi rispetto a quelli di altre marine), diventava incommensurabile verso i pezzi da 320 mm delle corazzate italiane ammodernate. La precisione delle artiglierie francesi degli anni '30 non aveva raggiunto quella, all'epoca considerata eccellente, delle artiglierie tedesche o di quelle britanniche, i pezzi da 380 mm rimasero armi poco precise per gli standard mondiali; anche se, appunto, questo risultato poco lusinghiero non sfigurava affatto in confronto alla cronica mancanza di precisione delle artiglierie italiane, specie per quelle di calibro elevato. Come in altre marine mancavano invece proiettili di grosso calibro specificatamente progettati per il tiro notturno, pratica che negli anni '30 era stata presa in considerazione solo dalle marine britannica e giapponese.
Se i cannoni principali erano disposti a prua, quelli secondari erano concentrati a poppa: si trattava di nove cannoni in impianti trinati da 152 mm, Model 1930. La vita utile della canna era di 700 colpi e il cannone era a doppio ruolo.
Ottime armi antinave, pesavano circa 7 tonnellate e sparavano circa 5 colpi al minuto.
Vi era il proiettile perforante da 54 kg (AP), 870m/s, 26400m. Quando la nave venne adattata a munizioni statunitensi da 58 kg, la velocità iniziale era di 840 m/s, ma la gittata crebbe a ben 26 800 m.
Vi erano anche altri proiettili, tra cui quello contraerei da ben 47 kg. Questo era sparabile a una velocità di 900 m/s da 17,1 kg di propellente BM11 contenuto in un bossolo. La gittata contraerea era di 14 km (sull'orizzonte era 24), ma le armi di questo genere erano troppo pesanti e lente per essere usate come cannoni contraerei contro i bombardieri monoplani, rapidamente passati in pochi anni da 250 a 400 km/h.
Esse erano sistemate anche sugli incrociatori leggeri La Gallissoniere, e come cannoni contronave non erano secondi a nessuno nella loro categoria (pareggiati solo dai cannoni 155 mm giapponesi) e, oltre che possedere la maggiore gittata, potevano perforare a 10 km 122 mm di corazza verticale.
Gli affusti, del tipo Model 1936, erano pesanti ben 228t e arrivavano a circa 75 gradi di alzo (i Gallissoniere avevano affusti da soli 45 gradi e 172t), in ogni caso si trattava di torri molto ben protette, con velocità di elevazione di 8 gradi per secondo e di rotazione di 12 gradi per secondo.
Tra le altre curiosità, la carica esplosiva della munizione anti-armature (AP) originale era di appena 1,7 kg, contro i 6–10 kg delle munizioni HE. Questo spiega perché i proiettili d'artiglieria erano molto meno devastanti delle bombe aeronautiche di eguale peso (che hanno una percentuale di esplosivo fino all'80%, anche se spesso non superano il 50), ma siccome potevano penetrare aree protette, allora erano considerati preferibili contro i bersagli "duri".
Per integrare i cannoni da 152 mm nel ruolo contraereo fu necessario installare altre armi da fuoco, e se i La Gallissoniere ebbero otto pezzi da 90 mm, le Richelieu ebbero sei impianti binati del Model 1930 da 100 mm, capaci di circa 10 colpi al minuto, 15 km di gittata e 10 di quota massima contraerei. Altre armi presenti erano 16 cannoni da 37 mm e 12 mitragliere da 13,2 mm. Si trattava di un armamento per le distanze ravvicinate non molto efficace per gli standard dei primi anni quaranta, specie per la mancanza dei cannoni da 20-25mm, che pure erano previsti. Infine, vi erano a poppa un hangar e una catapulta per tre idrovolanti.

## Impiego

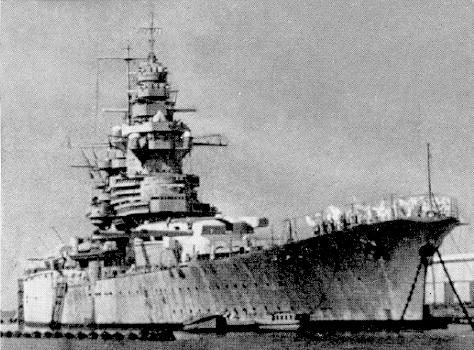
La Richelieu a Dakar nel 1941.

La storia operativa di queste navi venne compromessa dalla caduta della Francia. La Richelieu scappò mentre era ancora in rodaggio, allestita al 95% e con la torre sopraelevata dell'armamento principale priva di un pezzo da 380 mm, mentre la Jean Bart venne fatta navigare senza la metà delle artiglierie, non ancora installate. La Clemenceau rimase non varata, mentre della Gascogne, che differiva sostanzialmente dalle tre precedenti, vennero iniziati i lavori preliminari di costruzione, ma non fu impostata sullo scalo. 
La Richelieu era l'unica nave da battaglia completata di questa classe, e quindi venne posta sotto particolare attenzione dai britannici. Essa si trovava a Dakar, un porto assai periferico negli avvenimenti bellici di quell'estate del 1940.
L'8 luglio, poco tempo dopo il dramma di Mers-el-Kébir, in cui la sua presenza avrebbe potuto avere un peso di deterrenza decisivo sulla formazione britannica, venne attaccata dagli Swordfish inglesi e colpita a poppa da un siluro, che la fece posare sul fondo del porto a causa dell'acqua imbarcata, poi fu addirittura attaccata da una lancia a motore britannica che cercò di danneggiarla con quattro bombe di profondità, che però non esplosero, essendo il fondale troppo basso.
Essa venne coinvolta negli scontri durante i quali i britannici tentarono di occupare la base. Durante l'azione di fuoco, la Richelieu si dimostrò determinante nel respingere la Royal Navy e colpì una nave da battaglia, la Barham, mentre uno dei suoi cannoni, a causa di un tipo di munizione perforante speciale (originariamente pensato come un proiettile perforante con una carica di gas yprite all'interno), esplose a 8 metri dalla culatta. La Richelieu lo sostituì in seguito con le artiglierie della Jean Bart, che venne dotata interamente di cannoni britannici da 381 mm.
Dopo la caduta di Vichy nel tardo 1942, la Richelieu operò in appoggio alla flotta alleata.
Essa subì ampi lavori di raddobbo a New York nel 1943, in questa occasione i tecnici della Marina americana ebbero giudizi poco lusinghieri sulle artiglierie e gli impianti della nave francese, considerati inutilmente complicati e fonte di frequenti avarie. Nel dopoguerra essa provò i suoi cannoni, che peraltro risultarono assai imprecisi, con una dispersione, a 26,5 km, di 550 metri, oppure 300 con un ritardo di 0,06 secondi nello sparo dei cannoni.
La Jean Bart ebbe invece cannoni contraerei di nuovo modello, che finalmente superavano le limitazioni di quelli fino ad allora presenti: cannoni Bofors da 57mm derivati dalle mitragliere da 40/56 mm. Entrambe le navi prestarono a lungo servizio nella flotta francese post bellica.

## Unità
| Nome       | Cantiere                                         | Impostazione     | Varo            | Entrata in servizio | Destino finale                                                                                                |
| ---------- | ------------------------------------------------ | ---------------- | --------------- | ------------------- | --- |
| Richelieu  | Arsenale navale di Brest, Brest                  | 22 ottobre 1935  | 17 gennaio 1939 | 15 luglio 1940      | demolita nel 1968                                                                                             |
| Jean Bart  | Ateliers et Chantiers de la Loire, Saint-Nazaire | 12 dicembre 1936 | 6 marzo 1940    | 1 maggio 1955       | demolita nel 1970                                                                                             |
| Clemenceau | Arsenale navale di Brest, Brest                  | 17 gennaio 1939  | dicembre 1941   | mai completata      | affondata da un attacco aereo mentre era incompleta il 27 agosto 1944 a Brest, recuperata e demolita nel 1951 |
| Gascogne   | Ateliers et Chantiers de la Loire, Saint-Nazaire | mai impostata    | mai varata      | mai completata      | |